# Acamapichtli
Acamapichtli (nahuatl: Ācamāpichtli [aːkamaːˈpit͡ʃt͡ɬi] = "malo trske") (? - Tenochtitlán, 1391.), bio je prvi astečki tlatoani, vladar grada Tenochtitlána (današnji Ciudad de México). On je osnivač astečke carske dinastije. Vladao je od 1372. do 1391. godine.

## Životopis
Acamapichtlijevi su roditelji bili Opochtli Iztahuatzin i princeza Atotoztli I. Njezin je otac bio kralj Coxcoxtli, vladar Culhuacana. Ona je nazvala svog sina po svome bratu, koji je znan kao Huehue Acamapichtli.
Nakon smrti Tenocha, starješine su odlučivale o tome tko će biti novi vladar. Acamapichtli je započeo svoju vladavinu kao guverner. Živio je u Texcocu sa svojom majkom. Doveden je u Tenochtitlán.
Učinio je neke promjene u arhitekturi grada. Grad je bio podijeljen na četiri susjedstva. Kuće od trske zamijenjene su kućama od kamena. Sagrađen je velik hram. Prvi astečki zakoni potječu iz njegove vladavine.
1382. Acamapichtli je postao tlatoani (kralj). Okrunjen je na oltaru boga Huitzilopochtlija.
Prije smrti je pozvao poglavice i upitao ih tko će biti njegov nasljednik. Dao im je pravo da o tome odlučuju. Odabrali su njegova sina Huitzilihuitla, što je Acamapichtli odobrio.
Acamapichtli je umro te je Huitzilihuitl došao na prijestolje.

## Obitelj
Acamapichtlijeve su supruge bile:
- Ilancueitl
- Tezcatlan Miyahuatzin
- Huitzilxotzin
- Xiuhcuetzin

Imao je još žena.
Njegova djeca:
- Huitzilihuitl
- Itzcoatl — postao je car
- Tlatolqaca
- Quatlecoatl
- Matlalxoch

Imao je još djece.
Bio je djed careva Chimalpopoce i Montezume I.

## Vanjske poveznice
- Acamapichtli - newworldencyclopedia.org (engl.)
- Acamapichtli - tenochtitlanfacts.com  Arhivirana inačica izvorne stranice od 11. listopada 2017. (Wayback Machine) (engl.)

| Prethodnik: | Astečki car (tlatoani Tenochtitlana) 1372. - 1391. | Nasljednik:                 |
| nema        | Astečki car (tlatoani Tenochtitlana) 1372. - 1391. | Huitzilihuitl (1391.-1416.) |